# Liquidmetal

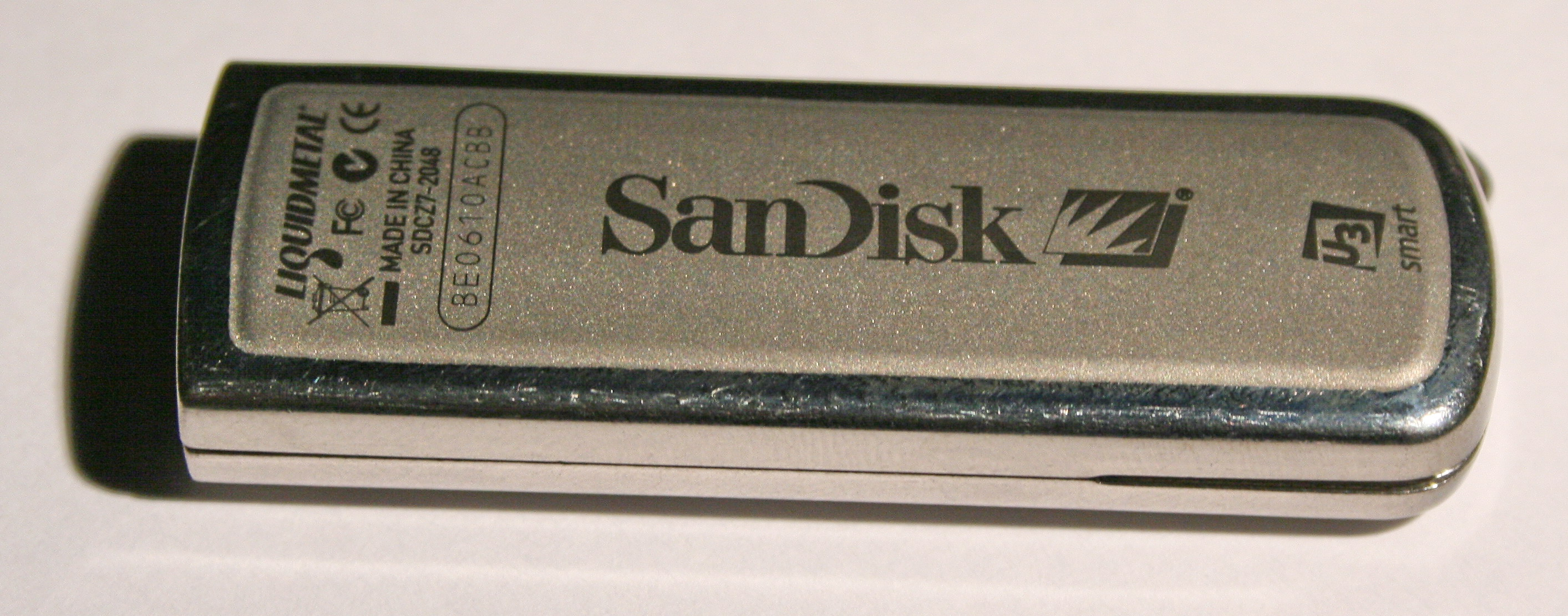
Una memoria USB con un estuche Liquimetal.

Liquidmetal y Vitreloy son los nombres comerciales de una serie de aleaciones de metales amorfos desarrolladas por un equipo de investigación del California Institute of Technology (Caltech) y comercializado por Liquidmetal Technologies. Las aleaciones Liquidmetal combinan una serie de características atractivas, incluidas una alta tensión de rotura, excelente resistencia a la corrosión, muy alto coeficiente de restitución y excelente resistencia al desgaste, a la vez que puede ser conformado mediante calor utilizando procesos similares a los termoplásticos. A pesar de su nombre, a temperatura ambiente no son líquidos.
Liquidmetal fue lanzado al mercado comercial en el 2003. Es utilizado por ejemplo para fabricar palos de golf, relojes y cubiertas de teléfonos móviles.
La aleación fue el resultado de un programa de investigación de metales amorfos llevado adelante por Caltech. Fue la primera de una serie de aleaciones experimentales que pueden tener una estructura amorfa a ritmos de enfriamiento relativamente lentos. Se había podido producir metales amorfos con anterioridad, pero solo en cantidades muy pequeñas ya que los ritmos de enfriamientos requeridos eran del orden de los millones de grados centígrados por segundo. Por ejemplo, alambres amorfos eran fabricados mediante un enfriamiento tipo splat de un chorro de metal fundido sobre un disco giratorio. Debido a que el Vitreloy permite ritmos de enfriamiento mucho más lentos, es que se hizo posible producir cantidades más significativas de material. Más recientemente, se han agregado otras aleaciones al Liquidmetal. Estas aleaciones también poseen una estructura amorfa luego de sucesivos ciclos de ciclado térmico, por lo que podrían ser utilizados en diversos procesos tradicionales de maquinado.
Entre los metales que lo componen se encuentran el Zirconio, Titanio, Cobre, Berilio y Níquel. La necesidad de contar con tantos metales reside en la diferencia de tamaño entre sus átomos, y es que gracias a esta diferencia, es posible alcanzar el estado vítreo del metal. Cuando la temperatura disminuye por debajo de la temperatura de fusión de nuestro material, este alcanza un estado propio de los sólidos amorfos: el subenfriando. En este estado los átomos del material se encuentran con una energía libre bastante alta, lo cual aporta al material una viscosidad muy elevada. A medida que seguimos enfriándolo, los átomos comienzan a difundir buscando posiciones de equilibrio antes de alcanzar un estado vítreo/sólido. Gracias a esa diferencia entre el tamaño de los átomos nombrada previamente, a estos les es muy difícil hallar posiciones de equilibrio que otorgasen al material una estructura cristalina; he ahí la razón de que su estado final sea el vítreo. Para alcanzar el estado vítreo es importante que las velocidades de enfriamiento sean altas.